# Pfarrkirche Haslach an der Mühl

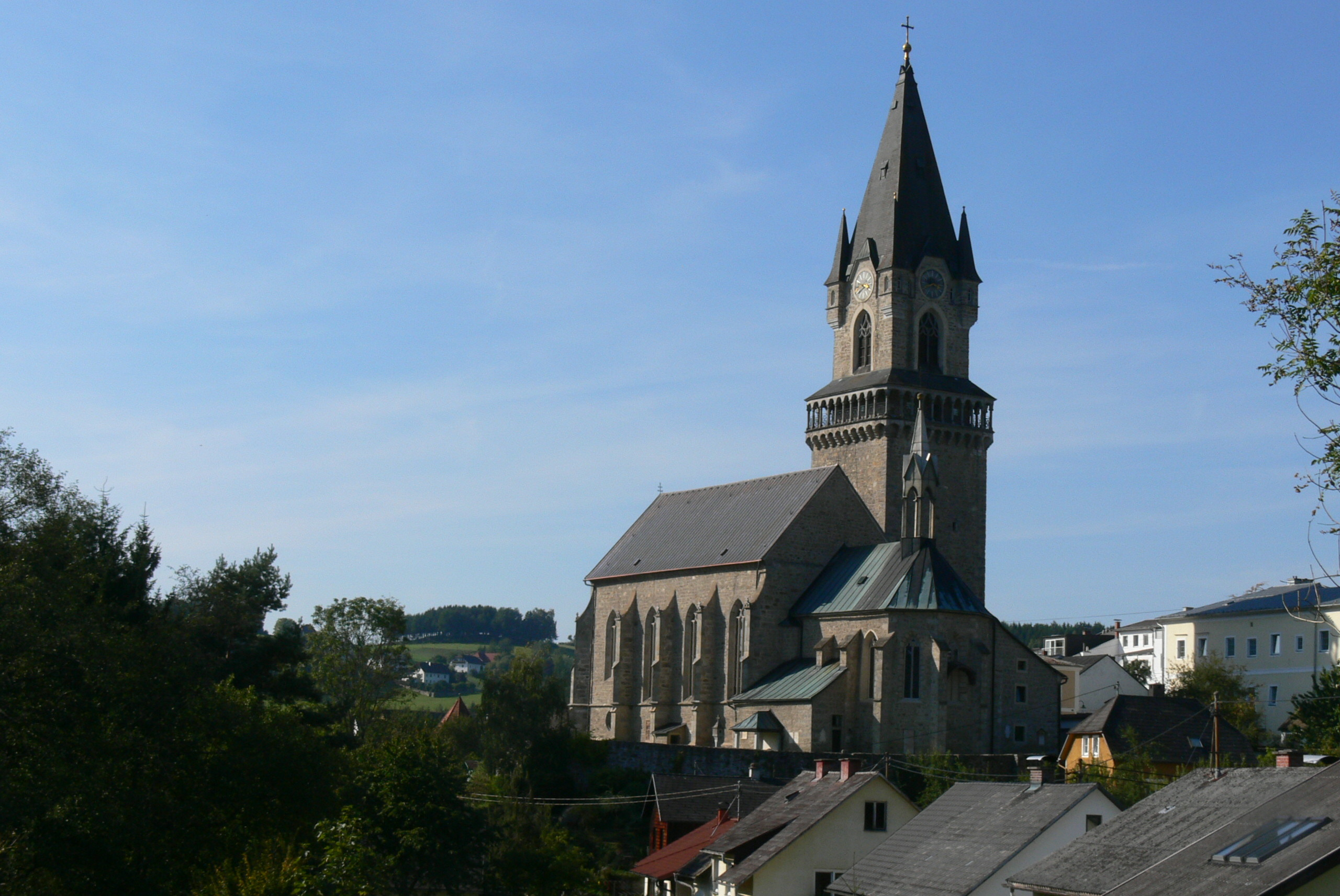
Katholische Pfarrkirche hl. Nikolaus in Haslach

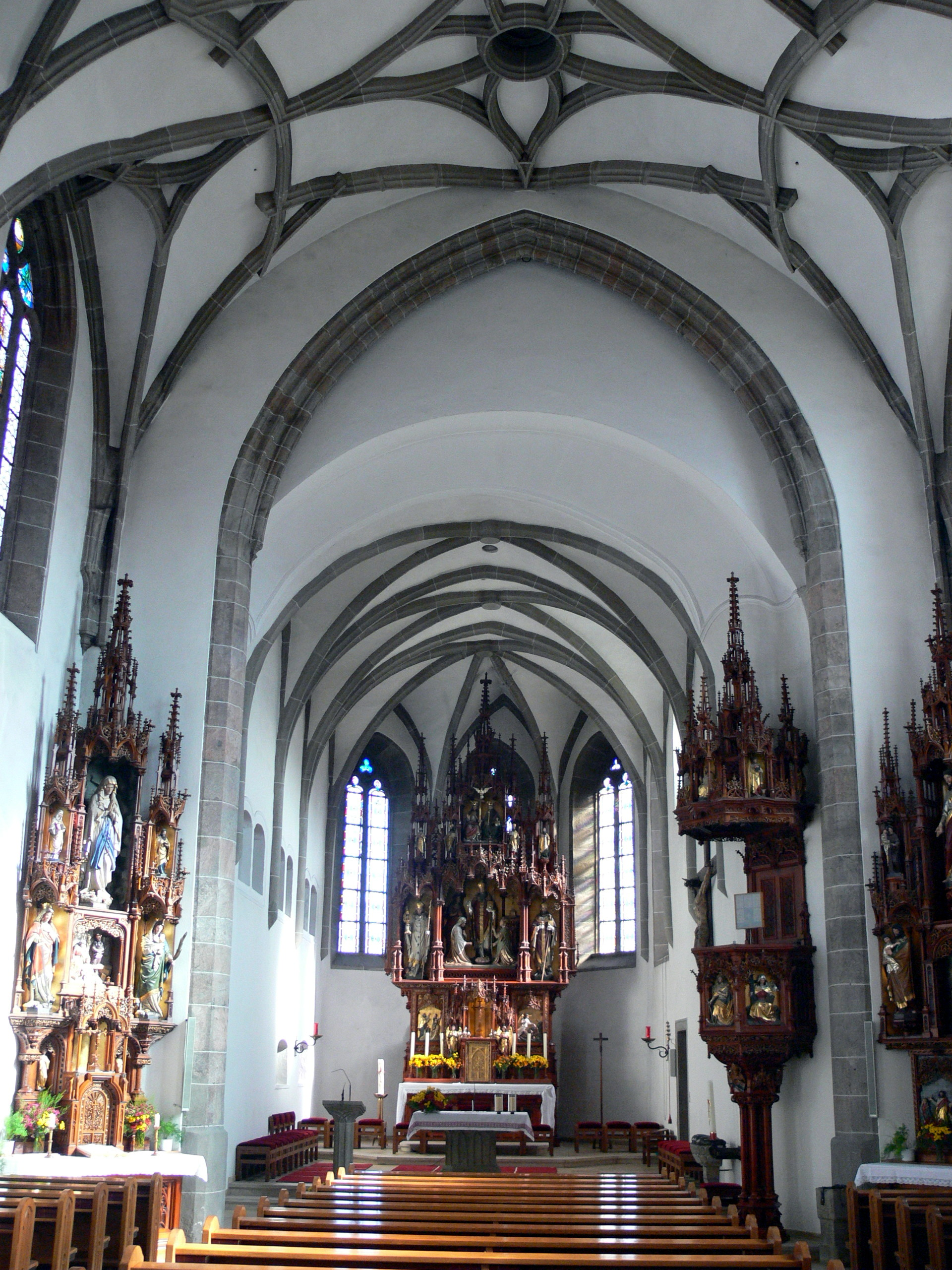
Im Langhaus zum Chor

Die Pfarrkirche Haslach steht in der Gemeinde Haslach an der Mühl im oberen Mühlviertel in Oberösterreich. Die auf den Heiligen Nikolaus von Myra geweihte römisch-katholische Pfarrkirche – dem Stift Schlägl inkorporiert – gehört zum Dekanat Rohrbach in der Diözese Linz. Die Kirche steht unter Denkmalschutz (Listeneintrag).

## Geschichte
Die Pfarrkirche von Haslach gilt als einer der bedeutendsten Kirchenbauten der Spätgotik im Oberen Mühlviertel, wobei der Chor als ältester Bauteil um 1400 errichtet wurde, das Langhaus entstand um 1500. 
1906 wurde durch Dombaumeister Matthäus Schlager der Kirchturm auf 63 Meter erhöht. Der einstige Wehrgang wurde zu einer Galerie geöffnet. Durch Einsetzen der vier Ecktürmchen sowie das hohe Pyramidendach erhielt er die heutige neugotische Form.

## Architektur
Das spätgotische, einschiffige und vierjochige Langhaus prägt den wehrhaften Charakter der Kirche, während sich im Inneren eine einheitliche, neogotische Ausstattung findet. Das Gewölbe stammt von Hans Getzinger.
An der Südseite der Kirche liegt das alte Beinhaus unterhalb der Sakristei. Die Sammlung der Gebeine stammt aus der Zeit, als der Friedhof rund um die Kirche aufgelassen wurde. 

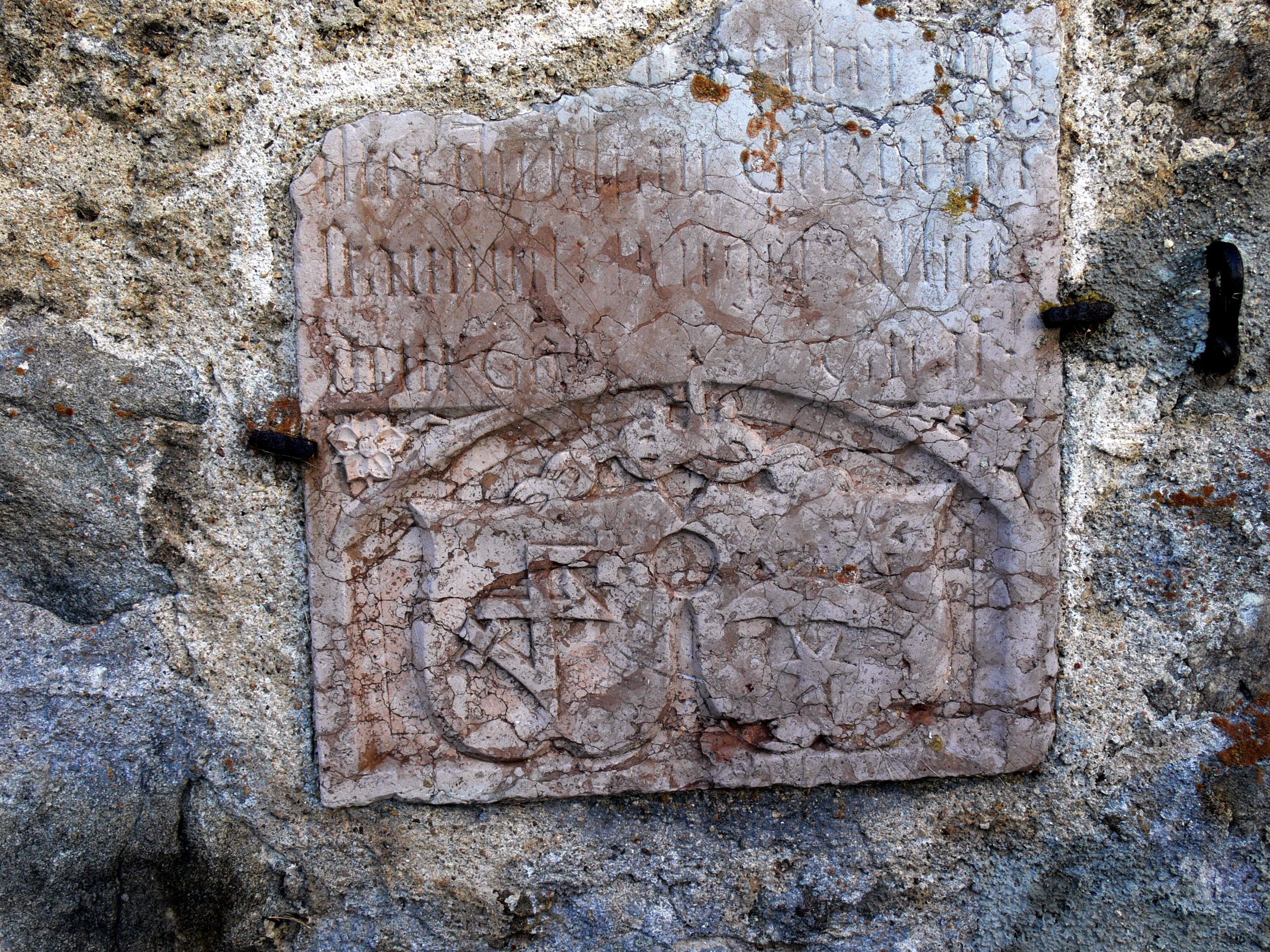
Wappengrabstein für Kajetan Getzinger, gestorben 1544

Der Kirchturm erhebt sich nördlich neben dem Langhaus der Kirche. Der ehemalige, freistehende Wehrturm besitzt einerseits ein nachträglich eingesetztes, eventuell barockes Portal mit schmaler Oberlichte im Osten und andererseits im Süden ein spätgotisches Rundbogenportal mit Rechteckrahmung als ehemaligen Zugang vom Norderker der Kirche aus. An den Außenwänden des Turms sind spätgotische Schlitz- und Rechteck-Fenster und Schießscharten zu sehen. Über den dicht gereihten spätgotischen Konsolen des ehemaligen Wehrgangs erhebt sich der Umgang mit der neugotischen Säulengalerie. Die Turmuhren befinden sich über den spitzbogigen Schallfenstern, zwischen den kleinen Ecktürmchen und unter dem steilen Zeltdach. An der östlichen Außenwand des Turmes ist ein Fragment eines Wappengrabsteins aus Rotmarmor angebracht. Der Grabstein erinnert an den 1544 verstorbenen Steinmetz Kajetan Getzinger, einen Verwandten des Baumeisters Hans Getzinger, und zeigt Steinmetzzeichen und Familienwappen. 
An der Nordseite befindet sich auch ein Kriegerdenkmal aus 1928 von Adolf Wagner von der Mühl, die dahinterliegenden Bronzeplatten, die der Opfer des Zweiten Weltkriegs gedenken, stammen von Max Stockenhuber aus 1966.

## Ausstattung
Die neugotische Ausstattung, Hochaltar und Seitenaltäre stammen von Josef Kepplinger aus 1896, Volksaltar und Ambo wurden von Jakob Kopp 1981 geschaffen. Die Verglasung der einfachen, gotischen Maßwerkfenster wurde durch die Glasmalerei Penner und Schürer in Linz 1896 durchgeführt.
Die Orgel wurde 1973 von Bruno Riedl gebaut.